# الحنكة (العرش)

تعديل مصدري - تعديل

حارة الحنكة هي إحدى حارات مدينة ملاح أحد مدن محافظة البيضاء، بلغ تعداد سكانها 241 نسمة حسب تعداد اليمن لعام 2004.